# Mongolia na Letnich Igrzyskach Paraolimpijskich 2008
Mongolię na Letnich Igrzyskach paraolimpijskich w Pekinie reprezentowało 6 zawodników.

## Medale

### Złoto
- Dambadondogiin Baatarjav - łucznictwo, łuk olimpijski stojąc